# Hennessy (familie)
Hennessy was een Belgische adellijke familie.

## Genealogie
- Charles Hennessy (1700-1785), trouwde met Margaret O'Murphy
  - Michel Patrice Hennessy (1741-1784), trouwde met Anne Danoot (1738-1788)
    - Daniel Joseph Patrice Hennessy (Brussel, 25 mei 1780 - aldaar, 6 maart 1855), papierindustrieel, bankier, schepen van Brussel, trouwde in 1801 in Brussel met Marie-Josèphe Plovits (1780-1867). Ze kregen zes zoons en twee dochters. In 1845 werd hij erkend in de erfelijke adel op basis van zijn afstamming uit oude Ierse adel.
      - Emile Hennessy (1803-1836), trouwde in 1825 in Verviers met Marie-Louise Sauvage (1800-1880). Na zijn vroege dood hertrouwde ze met Etienne de Sauvage.
        - Edouard Hennessy (1826-1871), ingenieur bij de spoorweg van Antwerpen naar Rotterdam, trouwde in 1855 in Sint-Joost-ten-Node met Elisabeth Duvigneaud (1833-1911), dochter van Albert Duvigneaud, advocaat, procureur-generaal bij het hof van beroep in Brussel en voorzitter van de Société royale d'horticulture de Belgique. Hij was de laatste mannelijke naamdrager van deze familietak. De familie doofde volledig uit bij de dood van zijn dochter Marie (1856-1944), de laatste naamdraagster.